# Julio Scherer García
Julio Scherer García (Ciudad de México, 7 de abril de 1926 - Íb., 7 de enero de 2015) fue un periodista y escritor mexicano, director del periódico Excélsior de 1968 a 1976. Fue fundador del Semanario Proceso. Hasta su muerte, se desempeñó como presidente del Consejo de Administración de CISA S.A. de C.V. Falleció el 7 de enero de 2015 a consecuencia de un choque séptico en la Ciudad de México.

## Carrera
No obstante que se matriculó como alumno en la Facultad de Derecho de la UNAM, luego prefirió hacer un cambio y estudió Filosofía en la misma universidad. Julio Scherer no terminaría ninguna de estas licenciaturas porque ingresó de forma rápida a Excélsior, y el trabajo en el diario mencionado, además de gustarle más, consumió su tiempo.
Tras varios años de ser reportero fue designado por la cooperativa como director general de Excélsior en 1968. Desde ahí desarrolló una línea crítica, hacia los gobiernos de Gustavo Díaz Ordaz y de Luis Echeverría Álvarez, línea que molestaría a las autoridades del régimen instituido pero que consolidaba a la cooperativa Excélsior como una fuerte y poderosa empresa editora. En julio de 1976 Luis Echeverría orquestó el proceso político llamado Crisis de Excélsior o Golpe a Excélsior, logrando la realización de una asamblea en la cual se designaría al frente del diario al periodista Regino Díaz Redondo, quien ocupó dicho cargo 24 años. 
Antes de consumarse el cambio, Scherer junto con colaboradores suyos (entre ellos Miguel Ángel Granados Chapa y Francisco Ortiz Pinchetti) abandonaron Excélsior. En realidad, Echeverría -o mejor dicho, sus agentes dentro de la cooperativa citada-[cita requerida] utilizó como excusa la ocupación, por parte de un grupo de ejidatarios, de terrenos propiedad del periódico. De la crisis subsecuente se derivó el cambio de director y de línea editorial. 
Meses después, en noviembre de 1976, fundó con sus antiguos colaboradores de Excélsior, la revista Proceso, que saldría a la venta la primera semana de noviembre a pesar de diversas dificultades que se les presentaron, las cuales están narradas en un libro de Vicente Leñero llamado Los periodistas. Scherer dirigió la revista hasta 1996, 20 años en los que mantuvo una línea crítica con el gobierno federal y sus diferentes encargados. La revista Proceso logró consolidarse como un semanario político importante de México, siempre con una línea crítica hacia el gobierno en los más de 30 años que ha sido publicada, lo cual, desde el enfoque de algunos que -al parecer- desconocen la misión de los periodistas, le resta credibilidad al semanario, pues "no está de acuerdo con nada".
Entre sus entrevistas, realizó conversaciones periodísticas con personajes como al Subcomandante Marcos en 2001, en 2008 a Sandra Ávila Beltrán; en 2010 y 2013 a los delincuentes Ismael Zambada y Rafael Caro Quintero, respectivamente.
Después de dejar la dirección de Proceso en 1996, Scherer continuó con la Presidencia del Consejo de Administración de CISA Comunicación e Información, S. A. de C. V., empresa que edita el semanario, cargo que conservó hasta su muerte.
El 17 de octubre de 2014 realizó su última visita al semanario Proceso, institución que fundaría y el 7 de diciembre del mismo año publicó su último artículo, conmemorando la trayectoria del, en ese entonces, recién fallecido compañero, Vicente Leñero.
El 7 de enero de 2015, a los 88 años de edad, tras luchar dos años con problemas gastrointestinales, falleció en la Ciudad de México por un choque séptico.

## Muerte
El periodista falleció el 7 de enero de 2015 a las 4:30 horas a consecuencia de un choque séptico después de mantenerse enfermo por los últimos dos años. Tenía 88 años al momento de su muerte.

## Premios y distinciones
En 1971, fue merecedor del premio María Moors Cabot, el más antiguo reconocimiento internacional en el campo del periodismo, ello cuando aún se desempeñaba como director general de Excélsior.
En 1977 fue reconocido como Periodista del Año por Atlas Word Press Review de Estados Unidos.
En 1986 se le otorgó el premio Manuel Buendía y dos años después rechazó el Premio Nacional de Periodismo, que en ese entonces entregaba el presidente mexicano en turno. En 2001 recibió el reconocimiento Roque Dalton.
En 2002 ganó el Premio Nuevo Periodismo CEMEX+FNPI en la modalidad Homenaje, como reconocimiento a su trayectoria periodística.
Ya ciudadanizado, recibió el Premio Nacional de Periodismo de México en 2002, por su Trayectoria Periodística.
El 20 de marzo de 2014 recibió el grado de doctor honoris causa por la Universidad Autónoma Benito Juárez de Oaxaca. El 3 de octubre de 2014, otorgada por el Proyecto Cultural Revueltas, recibió la medalla John Reed por su trayectoria periodística y sus contribuciones a la libertad de expresión.

## Libros publicados
- La piel y la entraña: Siqueiros (1965), Ediciones Era
- Los presidentes (1986), Grijalbo
- El poder: historias de familia (1990), Grijalbo
- Estos años (1995), Océano
- Salinas y su imperio (1997), Océano
- Cárceles (1998), Alfaguara
- Pinochet: vivir matando (2000), Aguilar
- Máxima seguridad: Almoloya y Puente Grande (2001), Aguilar
- La pareja (2005), Plaza & Janes
- El perdón imposible: no sólo Pinochet (2005), Fondo de Cultura Económica
- El indio que mató al padre Pro (2005), 1° edición, Fondo de Cultura Económica
- La terca memoria (2007), Grijalbo
- La reina del pacífico: es la hora de contar (2008), Grijalbo
- Allende en llamas (2008), Almadía
- Secuestrados (2010), Grijalbo
- Historias de muerte y corrupción (2011), Grijalbo
- Calderón de cuerpo entero (2012), Grijalbo
- Vivir (2012), Grijalbo
- Niños en el crimen (2013), Grijalbo

En colaboración
- Parte de guerra: Tlatelolco 1968: documentos del general Marcelino García Barragán: los hechos y la historia, (1999), Aguilar, escrito con Carlos Monsiváis
- Parte de guerra II : los rostros del 68, (2002), Aguilar, escrito con Carlos Monsiváis
- Tiempo de saber: prensa y poder en México, (2003), Aguilar, escrito con Carlos Monsiváis
- Los patriotas: de Tlaltelolco a la guerra, (2004), Aguilar, escrito con Carlos Monsiváis